# Робот 2.0
Робот 2.0 (англ. 2.0) — індійський науково-фантастичний фільм тамільською мовою 2018 року. Сиквел фільму «Робот» 2010 року. Режисер — Шанкар, продюсер — Аліраджа Субаскаран. У головних ролях знялися Раджінікант, Акшай Кумар, Емі Джексон. Бюджет фільму становив 76 млн дол. На момент виходу «Робот 2.0» став другим найдорожчим фільмом в історії індійського кінематографу, після «Бахубалі: Завершення» (2017 року) з бюджетом 350 млн дол.

## Синопсис
Андроїд Читті протистоїть лиходієві, який захопив всі смартфони в світі. За допомогою мобільних пристроїв він створив армію і почав сіяти хаос і руйнування.

## У ролях
| Актор              | Роль                                    |
| ------------------ | --------------------------------------- |
| Раджінікант        | Васіраган, Читті (вчений та його робот) |
| Акшай Кумар        | Пакші Раджан (лиходій)                  |
| Емі Джексон        | Ніла                                    |
| Судганшу Пандей    | Бохра                                   |
| Аділ Гуссейн       | Віджай Кумар (міністр)                  |
| Ішарі Ганеш        | Джаянт Кумар                            |
| Калабгаван Шаджогн | Вайра Мурті (міністр телекомунікацій)   |
| Кайзаад Котвал     | Манодж Лулла                            |
| Анант Магадеван    |                                         |
| Маїлсамі           | асистент Вайри Мурті                    |